# Samsung Galaxy Pocket
El Samsung Galaxy Pocket es un teléfono inteligente de Gama Baja fabricado por Samsung que posee el sistema operativo Android.  Fue anunciado en febrero de 2012. Se encuentra disponible en colores blanco, negro y rosa.

## Características
El Samsung Galaxy Pocket es un teléfono inteligente 3.5G. El dispositivo cuenta con una batería de ion de litio de 1200 mAh y ofrece una variedad de opciones de conectividad incluyendo conexión EDGE, HSDPA, Wi-Fi (b/g/n) y conectividad Bluetooth. También incorpora GPS, una cámara trasera de 2 megapixeles y la aplicación de Social Hub. El Social Hub combina cada cuenta registrada en el teléfono en una sola aplicación. El teléfono ejecuta Android 2.3.6 con TouchWiz en su versión 3.0 , se tiene la posibilidad de actualizarlo a la versión 7.1.2 de android por medio de las custom roms (roms creadas por la comunidad).
Además tiene las siguientes características:
- Soporte Hotspot Mobile.
- Pantalla táctil, botón menú y retroceso táctil y home físico.
- 256MB de RAM
- 3 GB de almacenamiento interno
- Pantalla TFT 256 mil colores, resolución  (240 x 320 pixeles), 143ppi, 2.8", Multitouch (con un máximo de 2 puntos táctiles).
- 103.7 x 57.5 x 12 mm.
- Peso: 95,5 gramos.
- Batería 1200 mAh (520 horas Stand-By/460 horas Stand-By 3G/6 horas 3G y uso de datos).
- Procesador mono núcleo a una frecuencia de 832 MHz el Broadcom BCM21553 (un chip basado en el modelo Cortex-A9 de ARM)
- Plataforma Thunderbird EDN31.
- GPU Broadcom VideoCore IV HW.
- Almacenamiento interno de 4 GB (1 GB para el sistema y 3 GB para aplicaciones).
- Permite almacenamiento externo tarjeta microSD, microSDHC hasta 32 GB.
- Cámara de 2 MP (1600x1200 pixeles) detección de sonrisa, compensación de exposición, geo-etiqueta, panorámica, efectos especiales, balance de blancos, temporizador.
- Grabadora de videos QVGA (15 fps).
- Radio FM estéreo.
- Soporte internet navegación HTML5.
- Posicionamiento AGPS.

## Configuraciones y funciones
- Manuales interactivos Archivado el 2 de abril de 2015 en Wayback Machine.